# انقراض ناشی از حفاظت
انقراض ناشی از حفاظت، جایی است که تلاش‌ها برای نجات گونه در خطر انقراض و گونه‌های دیگر می‌شود. این امر عمدتاً گونه‌های انگل و بیماری‌زا را که به شدت میزبان اختصاصی میزبان‌های در معرض خطر انقراض هستند، تهدید می‌کند. هنگامی که آخرین افراد یک گونه میزبان به منظور زادآوری در اسارت و برنامه‌های معرفی مجدد اسیر می‌شوند، معمولاً تحت درمان‌های ضد انگلی قرار می‌گیرند تا بقا و موفقیت تولید مثلی را افزایش دهند. این عمل ممکن است ناخواسته منجر به انقراض گونه‌های متضاد با گونه هدف، مانند انگل‌های خاص، شود. پیشنهاد شده است که انگل‌ها باید دوباره به جمعیت در معرض خطر انقراض معرفی شوند. چند مورد از انقراض ناشی از حفاظت در شپش‌های انگلی رخ داده است. انگل‌ها به‌طور سنتی به عنوان اهداف تلاش‌های ریشه‌کنی دیده شده‌اند و اغلب در تلاش‌های حفاظتی نادیده گرفته شده‌اند. در مورد انگل‌هایی که در طبیعت وحشی زندگی می‌کنند - و بنابراین برای انسان و حیوانات اهلی بی‌ضرر هستند - این دیدگاه در حال تغییر است. زیست‌شناسی حفاظت از انگل‌ها یک حوزه نوظهور و میان‌رشته‌ای است که نقش اساسی انگل‌ها در اکوسیستم‌ها را به رسمیت می‌شناسد. انگل‌ها به طرز پیچیده‌ای در تار و پود جوامع اکولوژیکی تنیده شده‌اند، به طوری که گونه‌های متنوع آنها طیف وسیعی از جایگاه‌های اکولوژیکی را اشغال کرده و روابط پیچیده‌ای با میزبانان خود نشان می‌دهند.
رویکردهای حفاظتی برای انگل‌های حیوانی شامل طیف وسیعی از استراتژی‌های متناسب با ویژگی‌های منحصر به فرد و الزامات حفاظتی آنها می‌شود. ارزیابی وضعیت حفاظتی انگل‌ها چالش‌هایی را ایجاد می‌کند، زیرا معیارهای سنتی مانند معیارهای تدوین‌شده توسط فهرست سرخ آی‌یوسی‌ان ممکن است به اندازه کافی تهدیدات و آسیب‌پذیری‌های خاص این موجودات را در نظر نگیرند. تلاش‌ها اغلب بر حفظ گونه‌های میزبان متمرکز هستند، با این تشخیص که حفاظت از میزبان به نفع انگل‌های مرتبط نیز هست. این شامل حفاظت از زیستگاه، مدیریت جمعیت‌های میزبان و به حداقل رساندن تأثیرات انسانی می‌شود.
یک مطالعه اخیر روی انگل‌های ماهی‌های صخره‌های مرجانی نشان داد که انقراض یک گونه از ماهی‌های صخره‌های مرجانی در نهایت منجر به انقراض همزمان حداقل ده گونه انگل خواهد شد. اگرچه این تعداد ممکن است زیاد به نظر برسد، اما این مطالعه فقط انگل‌های بزرگی مانند کرم‌های انگلی و سخت‌پوستان را شامل می‌شد، اما ریزانگل‌هایی مانند میکسوسپوریا و میکروسپوریدیا را شامل نمی‌شد.
به‌طور کلی، حفاظت از گونه‌ها و زیستگاه‌های آنها یک ضرورت است، و نباید به عنوان عاملی که باعث انقراض می‌شود، تلقی شود. در واقع، حفاظت از گونه‌ها به حفظ تنوع زیستی و سلامت زیست‌محیطی کمک می‌کند و از انقراض گونه‌های بیشتری جلوگیری می‌کند. گونه‌های در معرض خطر انقراض به این دلیل در معرض خطر انقراض قرار دارند که تعداد کمی جفت زاد و ولد در آنها باقی مانده است. حفاظت، مدیریت برنامه‌ریزی‌شده اکوسیستم‌ها برای افزایش تنوع زیستی و محافظت از ذخایر ژنی است.

## مثال‌ها
| گونه‌های منقرض‌شده        | نوع  | گونه‌های میزبان   | یادداشت‌ها |
| ----------------------- | ---- | ---------------- | --- |
| کولپوسفالوم کالیفرنیایی | انگل | رخ‌کرکس کالیفرنیا | این انگل به احتمال زیاد زمانی منقرض شد که آخرین افراد تنها گونه میزبان آن برای یک برنامه پرورش در اسارت اسیر شدند؛ تمام انگل‌های یافت شده عمداً در تلاش برای کمک به بقای میزبان کشته شدند.                    |
| فلیکولا ایزیدوروی       | انگل | سیاه‌گوش ایبری    | همانند Colpocephalum californici، احتمالاً زمانی منقرض شد که آخرین افراد گونه میزبان آن به اسارت گرفته شدند و برای کمک به بقا، شپش‌زدایی شدند.                                                                |
| لینوگناتوس پتاسماتوس    | انگل | تیزشاخ آفریقایی  | اختصاصی بودن میزبان این انگل نامشخص است. یا مختص اوریکس شاخ‌شمشیری بوده و در طول جفت‌گیری در اسارت میزبان منقرض شده است، یا - در حالت دیگر - ممکن است مختص آداکس بوده و احتمالاً هنوز در طبیعت زنده مانده است. |
| رالیکولا گوامی          | انگل | یلوه گوآم        | تنها گونه میزبان شناخته شده این انگل منحصراً در اسارت وجود دارد و تحت کنترل دامپزشکی نگهداری می‌شود. اطلاعات کمی در مورد سرنوشت این انگل وجود دارد، احتمالاً منقرض شده است.                                    |
| رالیکولا پیلگریمی       | انگل | کیوی خالدار کوچک | این انگل به احتمال زیاد زمانی منقرض شد که آخرین افراد تنها گونه میزبان آن صید شدند و پس از درمان‌های معمول ضد انگلی دامپزشکی، دوباره به جزایر عاری از شکارچیان بازگردانده شدند.                              |

شپش تریکودکتید راسوی پاسیاه چندین بار در منابع علمی به عنوان انگلی که در طول برنامه پرورش در اسارت میزبان منقرض شده است، ذکر شده است. با این حال، به احتمال زیاد این انگل هرگز به عنوان گونه ای جداگانه از Neotrichodectes minutus وجود نداشته است.